# Thomas Helland Larsen
Pour les articles homonymes, voir Larsen.
Thomas Helland Larsen, né le 20 avril 1998 à Oslo, est un fondeur norvégien. Il est spécialiste du sprint.

## Biographie
Membre du club Fossum IF, Larsen prend part à ses premières compétitions de la FIS en 2015, montant sur plusieurs podiums cet hiver.
En 2016, il connaît sa première expérience majeure, prenant part aux Jeux olympiques de la jeunesse à Lillehammer, remportant la médaille d'argent sur le cross, puis celle d'or sur le sprint classique.
Il dispute son premier championnat du monde junior en 2017, décrochant la médaille d'or en relais et la médaille d'argent en skiathlon. Il gagne ensuite le championnat de Norvège junior du sprint.
Il fait ses débuts sénior dans la Coupe de Scandinavie lors de la saison 2018-2019, finissant au mieux quinzième cet hiver. En décembre 2019, il se propulse sur le devant la scène, gagnant le sprint de Coupe de Scandinavie à Vuokatti. Il doit attendre mars 2020 pour disputer sa première manche de Coupe du monde à Drammen, marquant ses premiers points avec une 26e place en sprint libre. 
En décembre 2021, après sa victoire en Coupe de Norvège, il est sélectionné en équipe nationale pour atteindre la finale du sprint libre de Coupe du monde à Lillehammer et terminer deuxième juste derrière Johannes Høsflot Klæbo. Ensuite, à l'étape de Dresde, il décroche sa première victoire dans l'élite sur le sprint par équipes en compagnie d'Even Northug.

## Palmarès

### Coupe du monde
- Meilleur classement général : 105e en 2021.
- 1 podium individuel : 1 deuxième place.
- 1 podium par équipes : 1 victoire.

#### Classements en Coupe du monde
| Saison / Épreuve | Général | Général | Distance | Distance | Sprint | Sprint |
| ---------------- | ------- | ------- | -------- | -------- | ------ | ------ |
| Saison / Épreuve | Place   | Points  | Place    | Points   | Place  | Points |
| 2020             | 136e    | 5       | -        | -        | 82e    | 5      |
| 2021             | 105e    | 13      | -        | -        | 63e    | 13     |

### Championnats du monde junior
En 2017, il est médaillé d'or en relais et d'argent en skiathlon à Soldier Hollow. 

### Jeux olympiques de la jeunesse
- Lillehammer 2016 :
  -  Médaille d'or du sprint classique.
  -  Médaille d'argent du cross.

### Coupe de Scandinavie
- 1 victoire.